# Васильківський Олександр Олексійович
Олекса́ндр Олексі́йович Васильківський (нар. 6 червня 1940, Царичанка — 10. червня 2018) — український документальний прозаїк, літературний критик, публіцист, 1973 — член Спілки письменників України.

## Життєпис
В 1959—1965 роках навчався на факультеті журналістики Львівського державного університету ім. І. Я. Франка, одночасно з навчанням в 1962—1965 роках — літературний працівник львівської газети «Ленінська молодь».
В 1965—1981 роках — в київській «Молодій гвардії» — кореспондент, завідувач відділу, відповідальний секретар.
В 1981—1982 — старший редактор відділу прози видавництва «Радянський письменник».
З 1982 працює в журналі «Київ» — редактор відділу прози, відповідальний секретар, заступник головного редактора. 
Писав оповідання, повісті та романи:
- 1967 — «Полиновий вітер», Київ, «Веселка»,
- 1968 — «Сині журавлі»,
- 1972 — «Під крилом осені», Київ, «Радянський письменник»,
- 1973 — «Мить вертання»,
- 1975 — «Березова кладь», Київ, «Молодь»,
- 1983 — «І всі хто не забув», «Радянський письменник»,
- «Поки є час», 1986,
- «Вертикаль»,
- «Останній день літа»,
- «Плинів вітер»,
- «Причали наші»,
- «Сорок днів»,
- «Число сатани».

Лауреат премії імені М. Островського та Всесоюзної премії імені М. Горького.